# جبل إشكل

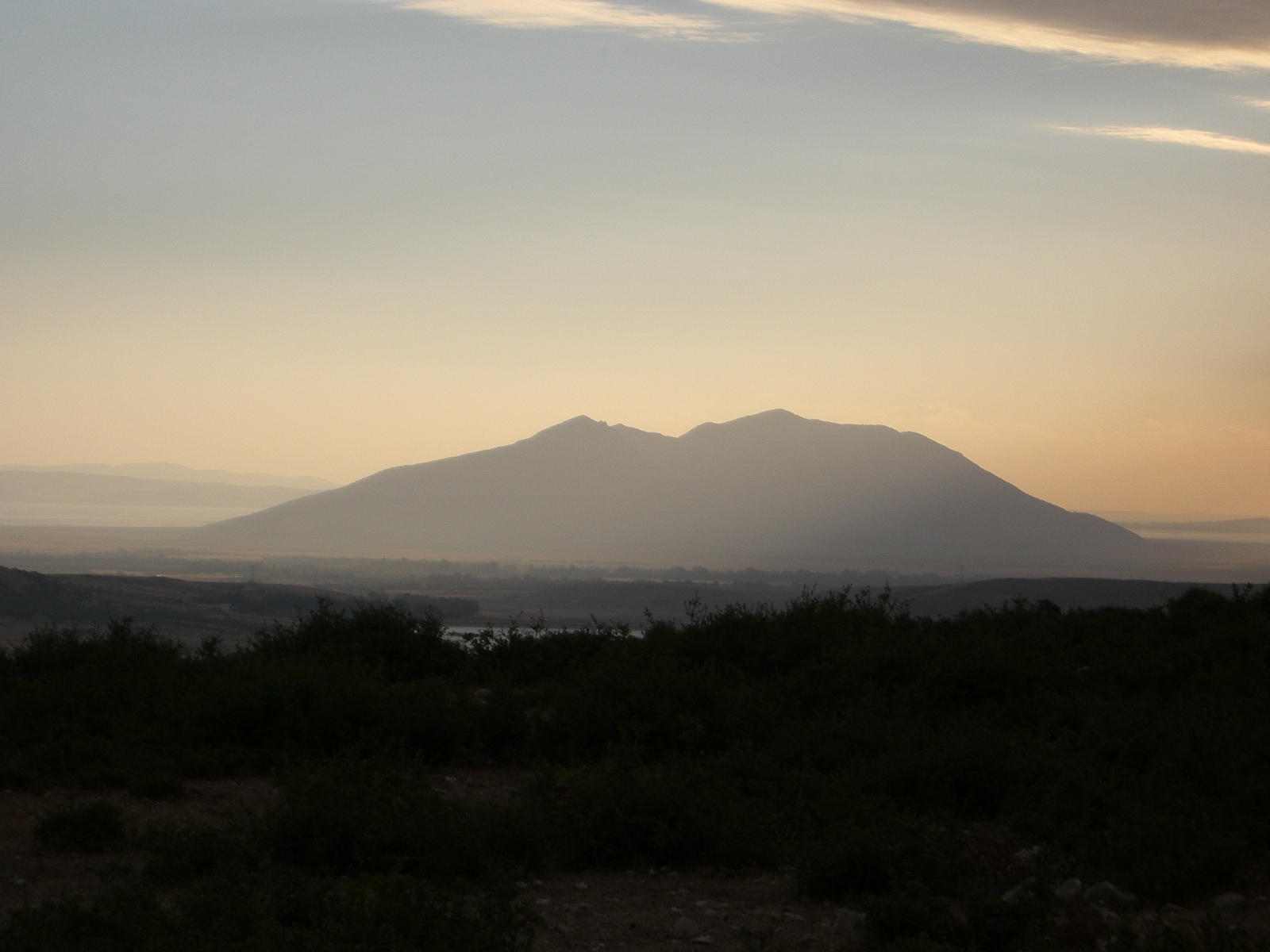
جبل إشكل

جبل إشكل جبل من الحجارة الكلسية، مكسوّ بأشجار الزيتون والمصطكى، يبلغ ارتفاعه 511 م، يقع بولاية بنزرت بالجمهورية التونسية.

### مواضيع ذات علاقة
- بحيرة إشكل.
- محمية إشكل.